# Lijst van beschermd erfgoed in Quiévrain
Onderstaande tabel geeft een overzicht van de beschermde erfgoederen in de gemeente Quiévrain. Het beschermd erfgoed maakt deel uit van het cultureel erfgoed in België.
| Object | Bouwjaar/architect | Deelgemeente | Adres | Coördinaten                   | Nummer?                | Afbeelding |
| --- | ------------------ | ------------ | ----- | ----------------------------- | ---------------------- | --- |
| Kerk Saint-Martin, te Quiévrain, en het ensemble gevormd door het gebouw, de pastorie en de omliggende gebieden |                    |              |       | 50° 24' 21" NB, 3° 40' 54" OL | 53068-CLT-0001-01 Info | Kerk Saint-Martin, te Quiévrain, en het ensemble gevormd door het gebouw, de pastorie en de omliggende gebieden |
| De gevels en daken van het gebouw genaamd "Vieille Barrière", route van Mons te Quiévrain                       |                    |              |       | 50° 24' 44" NB, 3° 42' 47" OL | 53068-CLT-0004-01 Info | |